# 도기 연유인화문 항아리 일괄
도기 연유인화문 항아리 일괄(陶器 鉛釉印花文 壺 一括, 영어: Lead-glazed Pottery Jars with Stamped Design)은 대한민국 경상북도 경주시 인왕동, 국립경주박물관에 있는 신라 8세기에 제작된 것으로 추정되는 항아리 대호(大壺)와 소호(小壺) 총 2점으로 구성되어 있다. 2019년 6월 26일 대한민국의 보물 제2028호로 지정되었다.

## 현지 안내문
‘도기 연유인화문 항아리 일괄’은 통일신라 8세기에 제작된 것으로, 대호(大壺)와 소호(小壺) 총 2점으로 구성되어 있다. 대호와 소호는 제작 당시 외호(外壺)와 내호(內壺)의 용도를 염두에 두고 제작했는지 불분명하나 유사한 형태와 문양, 제작기법을 보여주고 있어 같은 공방과 장인(匠人)에 의해 조성되었을 가능성이 높다.
입자가 미세한 점토를 활용해 번조(燔造) 했고 유약은 산화납과 산화동을 섞어 녹색을 띠도록 만든 녹유계(綠釉系) 연유(鉛釉)이다. 구연부와 몸체 전반에 걸쳐 종류가 다른 인화문(印花文)을 찍었으며 문양대를 분할해서 시각적인 다양함을 추구하였다.
뼈항아리(骨壺) 계열의 통일신라 연유도기(鉛釉陶器) 항아리 중 가장 크고 문양소재가 화려하며, 통일신라시대 연유도기의 제작과정을 잘 파악할 수 있는 중요한 자료이다. 비록 구연부와 바닥굽 등 일부 파손으로 인해 후대에 보수를 거쳤으나 동시기 도기와 비교할 때 조형적․기술적 측면에서 독보적이며, 예술적 가치와 희소성 측면에서도 8세기 통일신라 도기(陶器)를 대표할만한 가치가 충분하므로 보물로 지정하여 관리할 필요가 있다.

## 같이 보기
- 항아리

## 참고 자료
- 도기 연유인화문 항아리 일괄 - 국가유산청 국가유산포털